# الحوتة (إيتاي البارود)
قرية الحوتة هي إحدى القرى التابعة لمركز إيتاي البارود في محافظة البحيرة في جمهورية مصر العربية. حسب إحصاءات سنة 2006، بلغ إجمالي السكان في الحوتة 6824 نسمة، منهم 3591 رجل و3233 امرأة.